# Deelemanella
Deelemanella is een monotypisch geslacht van spinnen uit de  familie van de Theridiidae (Kogelspinnen).

## Soort
- Deelemanella borneo Yoshida, 2003